# Ponte San Paolo
De Ponte San Paolo is een spoorbrug over de Tiber in Rome. De brug ligt ten zuiden van het centrum en dankt zijn naam aan de nabijgelegen basiliek van Sint-Paulus buiten de Muren.
De boogbrug werd tussen 1907 en 1910 gebouwd ter vervanging van de Ponte dell'Industria, die ten zuiden van de Ponte San Paolo ligt. De brug, die eigendom is van de Italiaanse Staatsspoorwegen, heeft drie gemetselde bogen en is 101 meter lang.
Ponte di Castel Giubileo · Ponte Tor di Quinto · Ponte Flaminio · Ponte Milvio · Ponte Duca d'Aosta · Ponte della Musica · Ponte del Risorgimento · Ponte Giacomo Matteotti · Ponte Pietro Nenni · Ponte Regina Margherita · Ponte Cavour · Ponte Umberto I · Ponte Sant'Angelo · Ponte Vittorio Emanuele II · Ponte Principe Amedeo Savoia Aosta · Ponte Giuseppe Mazzini · Ponte Sisto · Ponte Garibaldi · Ponte Fabricio en Ponte Cestio · Ponte Rotto · Ponte Palatino · Ponte Sublicio · Ponte Testaccio · Ponte San Paolo · Ponte dell'Industria · Ponte Guglielmo Marconi · Ponte della Magliana · Ponte di Mezzocammino · Ponte Tor Boacciana